# هيرنيني دا سيلفا
هيرنيني فيريرا دا سيلفا (بالبرتغالية: Hernâni Ferreira da Silva؛ 1 سبتمبر 1931 – 5 أبريل 2001) كان لاعب كرة قدم برتغاليًا لعب كامل مسيرته تقريبًا في نادي بورتو. ولد في أجويدا بالبرتغال واختارته صحيفة ريكورد الرياضية البرتغالية كأحد أفضل 100 لاعب كرة قدم برتغالي على الإطلاق.
قدم هرناني 28 مباراة مع منتخب البرتغال لكرة القدم من 1953 إلى 1964.

## وصلات خارجية
- هيرنيني دا سيلفا على موقع الاتحاد الأوربي (الإنجليزية)
- هيرنيني دا سيلفا على موقع قاعدة بيانات كرة القدم.إي يو (الإنجليزية)
- هيرنيني دا سيلفا على موقع ناشيونال فوتبول تيمز (الإنجليزية)